# Moussa Koné (calciatore 1996)
Moussa Koné (Dakar, 30 dicembre 1996) è un calciatore senegalese, attaccante svincolato.

## Carriera

### Club
Nell'ottobre 2015 viene acquistato dallo Zurigo. Il 30 gennaio 2018 passa alla Dinamo Dresda, con cui si lega fino al 2022.
Il 22 gennaio 2020 viene acquistato dal Nîmes.

### Nazionale
Con la nazionale Under-20 senegalese ha partecipato alla Coppa d'Africa 2015, conclusa al secondo posto, e al Mondiale di Nuova Zelanda.

## Statistiche

### Presenze e reti nei club
Statistiche aggiornate al 13 maggio 2018.
| Stagione        | Club            | Campionato      | Campionato | Campionato | Coppe nazionali | Coppe nazionali | Coppe nazionali | Coppe continentali | Coppe continentali | Coppe continentali | Supercoppe | Supercoppe | Supercoppe | Totale | Totale |
| Stagione        | Club            | Comp            | Pres       | Reti       | Comp            | Pres            | Reti            | Comp               | Pres               | Reti               | Comp       | Pres       | Reti       | Pres   | Reti   |
| --------------- | --------------- | --------------- | ---------- | ---------- | --------------- | --------------- | --------------- | ------------------ | ------------------ | ------------------ | ---------- | ---------- | ---------- | ------ | ------ |
| ott. 2015-2016  | Zurigo          | SL              | 4          | 0          | CS              | 1               | 0               | -                  | -                  | -                  | -          | -          | -          | 5      | 0      |
| 2016-2017       | Zurigo          | CL              | 27         | 16         | CS              | 2               | 1               | UEL                | 5                  | 1                  | -          | -          | -          | 34     | 18     |
| 2017-gen. 2018  | Zurigo          | SL              | 15         | 2          | CS              | 4               | 6               | -                  | -                  | -                  | -          | -          | -          | 19     | 8      |
| Totale Zurigo   | Totale Zurigo   | Totale Zurigo   | 46         | 18         |                 | 7               | 7               |                    | 5                  | 1                  |            | -          | -          | 58     | 26     |
| gen.-giu. 2018  | Dinamo Dresda   | ZL              | 14         | 7          | CG              | -               | -               | -                  | -                  | -                  | -          | -          | -          | 14     | 7      |
| Totale carriera | Totale carriera | Totale carriera | 60         | 25         |                 | 7               | 7               |                    | 5                  | 1                  |            | -          | -          | 72     | 33     |

## Palmarès

### Club

#### Competizioni nazionali
- Coppa Svizzera: 1

Zurigo: 2015-2016
- Challenge League: 1

Zurigo: 2016-2017